# Stadio Toyota
Lo stadio Toyota (豊田スタジアム?, Toyota Sutajiamu), è un impianto sportivo multifunzione di Toyota, città della prefettura giapponese di Aichi.
Edificato a partire dal 1997 e inaugurato nel 2001, era inizialmente previsto per ospitare gare del campionato mondiale di calcio 2002, ma fu uno degli impianti rimasti esclusi dalla competizione causa riduzione delle sedi giapponesi a seguito dell'assegnazione congiunta del torneo alla Corea del Sud.
Prevalentemente dedito al calcio e privo di pista d'atletica, ospita la compagine professionistica del Nagoya Grampus; è idoneo anche a gare di rugby e, oltre a essere uno degli impianti, della squadra di Top League Toyota Verblitz, ospitò nel 2019 anche alcune gare della Coppa del Mondo.
Lo stadio è dotato di una copertura meccanizzata che, tuttavia, dal 2015 è inutilizzata per via degli alti costi di manutenzione.

## Storia
Lo stadio, un progetto dall'architetto Kishō Kurokawa, fu pianificato per essere completato nel 2001, cinquantesimo anniversario del conferimento del titolo di città a Toyota, e in tempo per accogliere il campionato mondiale di calcio 2002, del quale Toyota era una delle città ospiti.
Il 31 maggio 1996, a progetto avviato, fu però reso noto dalla FIFA che il mondiale sarebbe stato organizzato congiuntamente alla Corea del Sud, il che provocò il taglio di cinque sedi giapponesi tra i quali Toyota.
La mancata assegnazione di gare mondiali obbligò a rivedere drasticamente il progetto, che prevedeva uno stadio da 60000 posti; al suo posto fu disegnato un impianto più leggero da 45000 posti dotato di tetto mobile.
Essendo uno stadio solo di calcio, è concepito secondo le stringenti regole FIFA che vogliono l'erba del prato esposta alla luce solare.
Dal punto di vista dei materiali, è realizzato in acciaio con pannelli precompressi di cemento autoestinguente per mantenere leggera la struttura.
Le competenze d'ingegneria strutturale furono fornite da Ove ARUP & Partners Japan, in particolare per quanto riguarda le misure per far fronte a sismi, tifoni e altri eventi incontrollabili.
Il Toyota divenne ben presto uno degli impianti di uno dei club più noti della prefettura, il Nagoya Grampus; ospitò anche varie edizioni della Coppa del mondo per club FIFA durante una delle quali, nel 2012, fu lo stadio in cui fu ufficialmente utilizzato per la prima volta, in via sperimentale, il sistema occhio di falco, introdotto per dirimere i casi controversi in cui vi sia il dubbio se la palla abbia interamente attraversato la linea di porta e l'azione si sia risolta in gol o meno.
In ambito calcistico internazionale, invece, ha sovente ospitato il Giappone, spesso in occasione della Coppa Kirin, la prima volta nel 2015; al 2021 la più recente apparizione della squadra nazionale in tale competizione è del 2019 contro Trinidad e Tobago.
Tra le vittorie più di prestigio in tale competizione figura anche il sorprendente 7-2 inflitto dai nipponici alla Bulgaria nell'edizione 2016, caratterizzata da un primo tempo terminato 4-0.
Il tetto è retraibile e quando è aperto è ripiegato alla stessa maniera di una tenda a pacchetto; tuttavia l'utilizzo di tale copertura fu sospeso a partire dal 1º aprile 2015 per via degli alti costi di esercizio di tale dispositivo.
Lo stadio è anche occasionalmente terreno interno di incontri di cartello del club rugbistico del Toyota Verblitz, facente parte del gruppo sportivo dell'omonima casa automobilistica.
Nel 2015 fu tra gli impianti designati a ospitare incontri della fase a gironi della Coppa del Mondo di rugby 2019; ad esso furono assegnate 4 partite, ma ivi se ne tennero solo tre perché l'ultima di esse, che avrebbe dovuto svolgersi tra Italia e Nuova Zelanda, fu annullata da World Rugby per rischi alla sicurezza causati dal tifone Hagibis che nel periodo del torneo stava battendo le coste sudorientali del Giappone.

## Eventi internazionali di rilievo

### Calcio
| Arbitro: | Bartosz Frankowski |

|                                                                        |           |                           |
| Okazaki 3’ Kagawa 26’, 35’ Yoshida 38’, 53’ Usami 57’ Asano 87’ (rig.) | Marcatori | 59’ Aleksandrov 82’ Čočev |

### Rugby a 15
| Arbitro: | Jaco Peyper |

|                                                     |      |                         |
| Lafaele 27’ Himeno 53’ Fukuoka 75’ Matsushima 80+4’ | mt   | 72’ Taefu               |
| Tamura 27’, 53’, 80+4’                              | tr   | 72’ Taefu               |
| Tamura 2’, 7’, 23’, 50’                             | c.p. | 9’, 15’, 33’, 44’ Taefu |